# Pachylocerus crassicornis
Pachylocerus crassicornis är en skalbaggsart som först beskrevs av Olivier 1795.  Pachylocerus crassicornis ingår i släktet Pachylocerus och familjen långhorningar.
Artens utbredningsområde är Sri Lanka. Inga underarter finns listade i Catalogue of Life.